# Європейський словник філософій
Європейський словник філософій (фр. Vocabulaire européen des philosophies) з підзаголовком «Лексикон неперекладностей» (Dictionnaire des intraduisibles) — українська версія французького енциклопедичного словника філософської лексики, створеного під керівництвом Барбари Кассен. Перший том Словника опубліковано видавництвом Дух і літера в 2009 році. Другий том — в 2011 році. Третій том з'явився на початку 2013 року. В жовтні 2016 року вийшов друком четвертий том словника.
П'ятий (заключний) том словника вийшов друком влітку 2024 року. Статті у цьому томі є оригінальними працями українських авторів та мають на меті висвітлення таких термінів, як СВОБОДА, УКРАЇНСЬКЕ БАРОКО, МАЙДАН, ГІДНІСТЬ. Для видання 5 тому у 2020 році була проведена краудфандингова компанія на платформі «Спільнокошт» у партнерстві з Міжнародним Фондом «Відродження».

## Відзнаки
«Європейський словник філософій. Лексикон неперекладностей» отримав низку відзнак в Україні — перший його том став лауреатом ХІІ Всеукраїнського рейтингу «Книжка року 2010» у номінації «Софія: Зарубіжна гуманітаристика», став переможцем конкурсу «Найкраща книга 17 форуму видавців» у Львові й отримав Премію імені Юрія Прилюка за найкращий редакційно-видавничий проєкт 2010 у галузі філософії.

## Короткий опис
Французький оригінал Словника Vocabulaire européen des philosophies. Dictionnaire des intraduisibles вийшов друком у видавництві Seuil у 2004 р. У цьому Словнику розглядаються неперекладності філософських понять різних європейських мов. Словник створювали фахівці з різних країн Європи, Азії та Америки. Сьогодні Словник перекладають англійською, арабською, іспанською, португальською, румунською, фарсі та українською мовами.
Українське видання Словника, крім перекладів-адаптацій текстів оригінального французького видання, містить низку статей і авторських вставок, яких немає в оригінальному виданні.
У другому томі міститься Загальний покажчик статей Словника, який дає змогу простежити зв'язки між основними філософськими неперекладностями та їх українськими відповідниками.

## З анотації видавництва
|  | Це перша в історії філософії спроба зібрати разом не перекладності - такі філософські слова і словосполучення, переклад яких з однієї мови на іншу створює певні проблеми. Існує два шляхи вирішення цих проблем: «вибрати одну домінуючу мову - «глобалізовану» англо-американську - і віднині спілкуватися нею; або ж зробити ставку на підтримання плюралізму, щоразу підкреслюючи сенс і важливість відмінностей, що є єдиним способом реально полегшити спілкування між мовами та культурами. «Європейський словник філософій: лексикон неперекладностей» базується саме на другій точці зору. (...) Те, що йдеться про неперекладності, аж ніяк не означає, що ці терміни, вислови, синтаксичні та граматичні звороти ніколи не перекладалися або не можуть бути перекладені, радше за неперекладним є те, що постійно продовжують (не) перекладати» (Барбара Кассен). Для українських перекладачів та співавторів проєкту переклад Словника став особливим викликом насамперед через те, що завдання відтворити українською мовою одразу весь космос європейського філософування потребувало задіювання всіх існуючих і відкриття нових можливостей україномовного філософського дискурсу. |

## Французькі автори словника
У роботі над словником брали участь чимало видатних науковців : Ерік Альє, Ален Бадью, Шарль Баладьє, Франсуаза Балібар , Етьєн Балібар, Ремі Браг, Барбара Кассен, Ламброс Кулубаріціс, Жан-Франсуа Куртін, Франсуаза Датюр, Паскаль Давід, Емманюель Фей, Мішель Фішан, Женев'єва Фресс, Фредерік Ільдфонс, Сандра Лож'є, Ален де Лібера, Жаклін Ліхтенстейн, Фредерік Неф, Ален Пон, Жоель Пруст, Філіп Рено, Клод Романо, Ірен Розьє-Каташ, та ін..

## Українські автори й перекладачі словника
Науковий керівник з українського боку — Сігов Костянтин (НаУКМА). Перекладачі й редактори: Володимир Артюх, Ірина Архіпова, Андрій Баумейстер, Алла Вайсбанд, Андрій Васильченко, Юрій Вестель, Костянтин Гломозда, Володимир Єрмоленко, Світлана Желдак, Володимир Каденко, Дмитро Каратаєв, Віктор Котусенко, Ірина Листопад, Сергій Йосипенко, Віктор Малахов, Михайло Мінаков, Дарина Морозова, Ігор Мялковський, Катерина Новікова, Валентин Омель'янчик, Олексій Панич, Сергій Пролєєв, Андрій Ріпа, Анастасія Рябчук, Олексій Сігов, Валентина Стукалова, Марина Ткачук, Олег Хома.

## Видання
- Європейський словник філософій. Лексикон неперекладностей Том перший. Наукові керівники проекту: Барбара Кассен і Констянтин Сігов / Пер. з франц. — К.: Дух і літера, 2009. — 576 с. Мова укр. — Обкл. тверда — Форм. 84х108/16 — ISBN 978-966-378-125-9
- Європейський словник філософій: Лексикон неперекладностей. Том другий. Наукові керівники проекту: Барбара Кассен і Констянтин Сігов / Пер. з франц. — К.: Дух і Літера, 2011. — 488 с. Мова укр. — Обкл. тверда — Форм. 84х108/16 — ISBN 978-966-378-201-0
- Європейський словник філософій: Лексикон неперекладностей. Том третій. Наукові керівники проекту: Барбара Кассен і Констянтин Сігов / Пер. з франц. — К.: Дух і Літера, 2013. — 328 с. Мова укр. — Обкл. тверд. — Форм. 84х108/16 — ISBN 978-966-378-290-4
- Європейський словник філософій: Лексикон неперекладностей. Том четвертий. Наукові керівники проекту: Барбара Кассен і Констянтин Сігов / Пер. з франц. — К.: Дух і Літера, 2016. — 440 с. Мова укр. — Обкл. тверд. — Форм. 84х108/16 — ISBN 978-966-378-461-8
- Європейський словник філософій, український контекст. Лексикон неперекладностей. Том п'ятий. Наукові керівники проекту: Барбара Кассен і Констянтин Сігов / Пер.: Андрій Васильченко — К.: Дух і Літера, 2024. — 496 с. Мова укр. — Обкл. тверд. — Форм. 84х108/16 — ISBN 9786178262402